# Harry Potter und die Kammer des Schreckens (Film)
Harry Potter und die Kammer des Schreckens ist ein britisch-US-amerikanischer Fantasyfilm aus dem Jahr 2002 und die Verfilmung des gleichnamigen Bestseller-Romans der englischen Autorin Joanne K. Rowling. Der Film, welcher wie bereits der Vorgänger unter der Regie von Chris Columbus entstand, lief am 14. November 2002 in den deutschen Kinos an. Der zweite Teil der Harry-Potter-Reihe spielte weltweit 879 Millionen US-Dollar ein und belegt Platz 81 (Stand: 19. April 2025) auf der Liste der weltweit erfolgreichsten Filme und mit knapp 9,7 Millionen Zuschauern Platz 29 auf der Liste der erfolgreichsten Filme in Deutschland (Stand: 24. Januar 2022).

## Handlung
Kurz vor Beginn seines zweiten Schuljahres in der Zaubererschule Hogwarts erhält Harry Potter in den Ferien bei seinen Verwandten, den Dursleys, Besuch vom Hauselfen Dobby. Dieser versucht, Harry davon abzubringen, nach Hogwarts zurückzukehren, weil ihm dort großes Unheil drohe. Dobby gibt auch zu, die Briefe seiner Freunde aus Hogwarts, Ron Weasley und Hermine Granger, den ganzen Sommer lang abgefangen zu haben, um Harry vorzutäuschen, sie hätten ihn vergessen. Da Harry sich weigert, auf Dobby zu hören, bringt dieser ihn in Schwierigkeiten bei seinem Onkel Vernon. Daraufhin sperrt Mr. Dursley Harry in dessen Zimmer ein, um ebenfalls seine Rückkehr nach Hogwarts zu verhindern. Harry wird jedoch in einer Nacht-und-Nebel-Aktion von den Weasley-Brüdern Ron, Fred und George, die mit einem fliegenden Ford Anglia an seinem Fenster erscheinen, gerettet. Als es Ron und Harry wenige Tage später nicht möglich ist, auf den magischen Bahnsteig 9 ¾ zum Hogwarts-Express zu gelangen, behelfen sie sich erneut mit dem fliegenden Auto von Rons Vater. In Hogwarts angekommen landen sie in der peitschenden Weide, die das Auto demoliert, wobei Rons Zauberstab zerbrochen wird.
In diesem Schuljahr übernimmt der egozentrische Professor Lockhart, der sich, wie sich später herausstellt, seinen Ruhm als großer Zauberer nur ergaunert hat und den Kindern nichts beibringen kann, die Stelle als Lehrer im Fach Verteidigung gegen die dunklen Künste. Harry beginnt eine seltsame Stimme zu hören, die außer ihm niemand hören kann. Gleichzeitig wird bekannt, dass die sogenannte „Kammer des Schreckens“ wieder geöffnet wurde, was die gesamte Schule in Unruhe versetzt. Während eines Duells zur Demonstration und Übung des Entwaffnungszaubers, beaufsichtigt durch die Professoren Snape und Lockhart, stellt sich heraus, dass Harry die Schlangensprache Parsel beherrscht. Durch eine Verkettung von unglücklichen Umständen wird er daraufhin verdächtigt, der angekündigte „Erbe Slytherins“ zu sein, der alle Schlammblüter – Zauberer, die wie Hermine von Muggeln abstammen – töten will. Allerdings sind die aufgefundenen Opfer nie tot, sondern nur versteinert.
Um seine Unschuld zu beweisen, stellt Harry gemeinsam mit Hermine und Ron Nachforschungen über die „Kammer des Schreckens“ an und findet heraus, dass diese sich in Hogwarts befindet. Von dem verzauberten Tagebuch des ehemaligen Schülers Tom Riddle erfährt Harry, dass dieser zur Zeit der ersten Öffnung der Kammer auf die Hogwarts-Schule ging. Auch scheint es zunächst, dass Rubeus Hagrid seinerzeit die Kammer des Schreckens geöffnet habe. Doch das Tagebuch wird ihm kurz darauf gestohlen. Auch Hermine fällt dem unbekannten Angreifer zum Opfer und wird versteinert.
Während Harry und Ron Hagrid heimlich besuchen, wird er vom Zaubereiministerium aufgrund seiner vermeintlichen Verbindung mit der Kammer des Schreckens verhaftet. Es gelingt ihm jedoch, Harry und Ron mitzuteilen, dass sie den Spinnen folgen sollen. Sie folgen den Spinnen in den Verbotenen Wald und treffen dort auf Aragog, eine Riesenspinne, die Hagrid aufgezogen hatte. Von Aragog erfahren sie, dass Hagrid nichts mit der Kammer des Schreckens zu tun hat.
Harry und Ron finden heraus, dass sich der Eingang zur Kammer in einem der Mädchenbäder befindet. Zusammen mit Professor Lockhart, der ihnen helfen soll, begeben sie sich hinein. Da der Professor ein Schwindler ist und nicht eine seiner glorreichen Taten selbst begangen hat, versucht er nun sich mithilfe von Rons Zauberstab aus seiner Lage zu befreien. Bei dem Versuch, die beiden mit dem kaputten Stab mit einem Vergessenszauber zu belegen, prallt der Zauber auf ihn zurück.
In der „Kammer des Schreckens“ trifft Harry auf Tom Riddle, den er aus dessen verzaubertem Tagebuch kennt. Es stellt sich heraus, dass Riddle eine manifestierte Erinnerung Lord Voldemorts ist, dem Schüler, der er einst war, bevor er sich seinen neuen Namen gab. Dieser erklärt Harry nun, dass er von Rons kleiner Schwester Ginny, der das Buch durch Lucius Malfoy in die Hände fiel, Besitz ergreifen konnte. Die bewusstlose Ginny, die seit Stunden in Hogwarts als verschwunden gilt, befindet sich ebenfalls in der Kammer. Riddle wird immer stärker, während Ginnys Kräfte langsam schwinden. Sobald Ginny tot ist, wird Voldemort zurückkehren.
Riddle lässt nun den Basilisken – eine riesige Schlange, deren Blick und Gift tödlich sind – auf Harry los. Damit wird klar, dass Harry zuvor immer die Stimme des Basilisken hörte, als dieser sich im Gemäuer des Schlosses bewegte und Schüler angriff. Harry gelingt es schließlich mit Hilfe von Dumbledores Phönix Fawkes, der dem Basilisken die Augen aushackt und Harry zum Schwert von Godric Gryffindor verhilft, den Basilisken zu töten. Anschließend zerstört Harry mit einem Basiliskenzahn Tom Riddles Tagebuch und damit auch ihn selbst und rettet damit Ginnys Leben. Er selbst wurde von dem Basilisken gebissen und das Gift verbreitet sich nun sehr schnell in seinem Körper, Fawkes kann ihn aber mit seinen heilenden Tränen retten.
Da die Opfer des Basilisken, darunter Hermine, jeweils nur das Spiegelbild der Riesenschlange sahen, sind diese nicht tot, sondern nur versteinert und werden schließlich mithilfe eines Zaubertrankes aus Alraunen gerettet.
Lucius Malfoy taucht in Begleitung seines Hauselfen Dobby in Hogwarts auf. Um Dobby, der von den Malfoys schlecht behandelt wird, zu helfen, will Harry ihn durch einen Trick befreien: Da Hauselfen erst frei sein können, wenn ihre Gebieter ihnen ein Stück Kleidung schenken, steckt Harry seine Socke in das zerstörte Tagebuch von Tom Riddle und gibt es Malfoy zurück. Da dieser es wiederum mitsamt der Socke an Dobby weitergibt, ist Dobby nunmehr frei.

## Unterschiede zur Romanvorlage
Der Film hält sich wie bereits sein Vorgänger eng an die Buchvorlage. Allerdings wurden wie beim ersten Film Figuren und Handlungen weggelassen oder es treten Widersprüche zum Buch auf:
- Wie im ersten Film fehlen Peeves der Poltergeist und bestimmte Lehrer wie Professor Binns, welcher Harry, Ron und Hermine im Buch von der Kammer des Schreckens erzählt (im Film ist es Professor McGonagall). Auch Percy Weasleys Freundin Penelope Clearwater kommt nur kurz vor; von ihrer im Buch erwähnten Versteinerung erfährt man nichts.
- Das Buch beginnt am Morgen von Harrys Geburtstag, der Film am Abend.
- Im Film sieht Harry, wie Lucius Malfoy, nachdem er ein gebrauchtes Buch von Ginny aus deren Kessel genommen hat, zusätzlich ein zweites wieder hinein legt, was die Frage aufwirft, warum er niemandem etwas davon erzählt. Im Buch kommt es, nachdem Lucius Arthur Weasley verspottet hat, zu einer Prügelei zwischen den beiden, und Malfoy nutzt das Durcheinander der Prügelei, um Tom Riddles Tagebuch in Ginnys Buch zu verstecken. Dieses wirft er ihr nach der Prügelei zu. Auch erfährt Harry erst durch Andeutungen von Dobby, was Lucius getan hat, und konfrontiert ihn (anders als im Film) bereits in Dumbledores Büro damit.
- Im Film ist zu sehen, wie Ron bereits vor dem Unfall mit der peitschenden Weide seinen Zauberstab zerbricht, als er den Wagen bremsen will.
- Während Harry und Ron im Film in der Eingangshalle auf Mr. Filch treffen, der sie in Professor Snapes Büro bringt, werden sie im Buch im Schlosspark vor den Fenstern der großen Halle von Professor Snape aufgegriffen.
- Die 500. Todestagsfeier des Fast Kopflosen Nicks an Halloween, dem Tag des ersten Angriffs, kommt im Film nicht vor. Dort ereignet sich der erste Angriff bereits an dem Abend, an dem Harry das erste Mal die Stimme des Basilisken hört.
- Professor Lockharts Valentinstagsfeier, bei der ein singender Zwerg versehentlich Harrys Tasche zerstört, kommt im Film nicht vor. Da Ginny bei dieser Gelegenheit erfährt, dass Harry das Tagebuch gefunden hat, wirft dies die Frage auf, wie sie es im Film erfahren hat.
- Im Buch beginnt Riddles Erinnerung in Schulleiter Dippets Büro, welcher Riddle fragt, ob er etwas über die Angriffe weiß. Der Film überspringt diese Szene und verlegt Teile des Dialogs zu der (im Buch sehr kurzen) Unterhaltung von Riddle und Dumbledore, welcher Riddle dieselbe Frage stellt.
- Während im Buch Harry und Ron erst ein paar Wochen nach Hagrids Verhaftung den Spinnen in den verbotenen Wald folgen, tun sie es im Film noch in derselben Nacht.
- Im Buch wird Lockhart in seinem Büro von Harry und Ron entwaffnet. Im Film ist lediglich zu hören, wie Lockhart seinen Zauberstab zu Boden fallen lässt, als Ron und Harry ihn mit ihren Zauberstäben in Schach halten.
- Obwohl die Kammer tief unterhalb der Schule liegt, erkennt man, wie durch Fenster an der Seite Mondlicht hereinscheint.
- Im Buch erklärt Harry Tom Riddle auf dessen Frage, dass er durch die Liebe seiner Mutter vor Voldemorts Fluch geschützt war. Im Film gibt er keine Antwort, womit unklar bleibt, woher Voldemort diese Information im vierten Film hat.
- Im Film kommen Arthur und Molly Weasley nicht in die Schule, nachdem ihre Tochter Ginny verschwunden ist. Ginnys Beichte ihrer Taten in McGonagalls Büro (im Film das von Dumbledore) und ihr „Freispruch“ durch Dumbledore kommen im Film ebenfalls nicht vor.
- Während Harry im Film seine Socke in das Tagebuch legt, um Dobby zu befreien, stülpt er im Buch seine Socke über das Buch.
- Im Film setzt Lucius Malfoy nach Dobbys Befreiung dazu an, Harry mit dem Avada-Kedavra-Fluch zu töten, wovon im Buch keine Rede ist.
- Viele Szenen aus dem Buch haben es nicht in die fertige Filmfassung geschafft, sind jedoch auf der DVD enthalten. Dazu gehört z. B. wie Harry in der Nokturngasse sieht, wie die Malfoys bei Borgin und Burkes verbotene Gegenstände verkaufen oder wie Colin Creevey und Justin Finch-Fletchley Harry erzählen, dass sie muggelstämmig sind.

## Rezeption

### Kritik
„Tricktechnisch auf dem Stand der Zeit. Perfektes, ebenso stimmungsvoll wie aufwändig in Szene gesetztes Fantasy-Abenteuer, das sich erneut vor allem an den äußerlichen Attraktionen der Buchvorlage orientiert. Zahlreichen fabulierfreudigen, witzigen und skurrilen Details stehen dabei manche übertrieben laut-lärmige sowie einige für jüngere Zuschauer recht bedrohliche Szenen gegenüber.“

### Auszeichnungen
- 2003: BMI Film Music Award für Komponist John Williams
- 2003: British Academy Children’s Film & Television Award in der Kategorie Kids’ Vote (Publikumspreis)
- 2003: Broadcast Film Critics Association Awards für den Besten Familienfilm – Live Action und für John Williams als Besten Komponisten
- 2003: London Critics Circle Film Award für Kenneth Branagh als Bester britischer Nebendarsteller
- 2003: Phoenix Film Critics Society Award für Emma Watson als Beste jugendliche Darstellerin in einer Hauptrolle
- 2006: Outstanding Contribution to British Cinema Award bei den Empire Awards für die Harry-Potter-Filme 1–4

Die Deutsche Film- und Medienbewertung (FBW) zeichnete den Film mit dem Prädikat „wertvoll“ aus.

## Wissenswertes
- Nach dem Abspann wird noch eine kurze Filmszene gezeigt, in der der verwirrte Professor Gilderoy Lockhart in einem magischen Bilderrahmen, mit der Überschrift „Who Am I?“ (dt.: „Wer bin ich“?), in einer Zwangsjacke vor sich hinspricht, da er sich in der Kammer des Schreckens mit einem Vergessens-Zauber belegt hat.
- Während der Produktion wurde der Film unter dem Tarnnamen Incident on 57th Street gehandelt, um Störungen von neugierigen Fans vorzubeugen.
- Bekannte Drehorte waren die Universität zu Oxford, der Bahnhof King’s Cross, der Glenfinnan Viaduct in Schottland und die Leavesden Film Studios.
- In Deutschland wurde der Film von der FSK ab 6 Jahren freigegeben; um die Altersfreigabe zu rechtfertigen, wurde die deutsche Fassung um etwa zwei Minuten gekürzt. So ist der Angriff der Peitschenden Weide und der Kampf mit dem Basilisken in der Originalfassung länger.[5] In der deutschen Presse wurde zum Filmstart wiederholt die Kritik geäußert, dass wohl, um besserer Einspielergebnisse willen, eine Freigabe „ab 6 Jahren“ durchgeboxt worden sei, obgleich der Film von seiner Gesamtstimmung her nicht für Kinder dieses Alters geeignet sei. Die FSK gibt Filme auch ab 6 Jahren frei, wenn sie erst für etwas ältere Kinder (ca. 9 Jahre) geeignet sind, weil der Sprung zur nächsten Stufe „ab 12 Jahren“ sehr hoch ist. Die FSK hat bei der ersten Vorlegung des Films durch Warner Bros. eine FSK-12-Freigabe erteilt, Warner kürzte daraufhin den Film, um dennoch eine FSK-6-Freigabe zu erhalten.
- Erst mit der Veröffentlichung auf Blu-ray Disc und HD DVD in 2007 erschien der Film in Deutschland ungeschnitten. Bis dahin war die ungeschnittene deutschsprachige Version nur in der Schweiz erhältlich.
- Die Kontroverse um die Kürzung eines FSK-12-Films führte dazu, dass es seit dem 1. April 2003 eine Änderung im Jugendschutzgesetz gibt, die, nach amerikanischem PG13-Vorbild, Kindern zwischen sechs und zwölf Jahren erlaubt, einen FSK-12-Film im Kino zu sehen, sofern erziehungsberechtigte Personen diese begleiten.

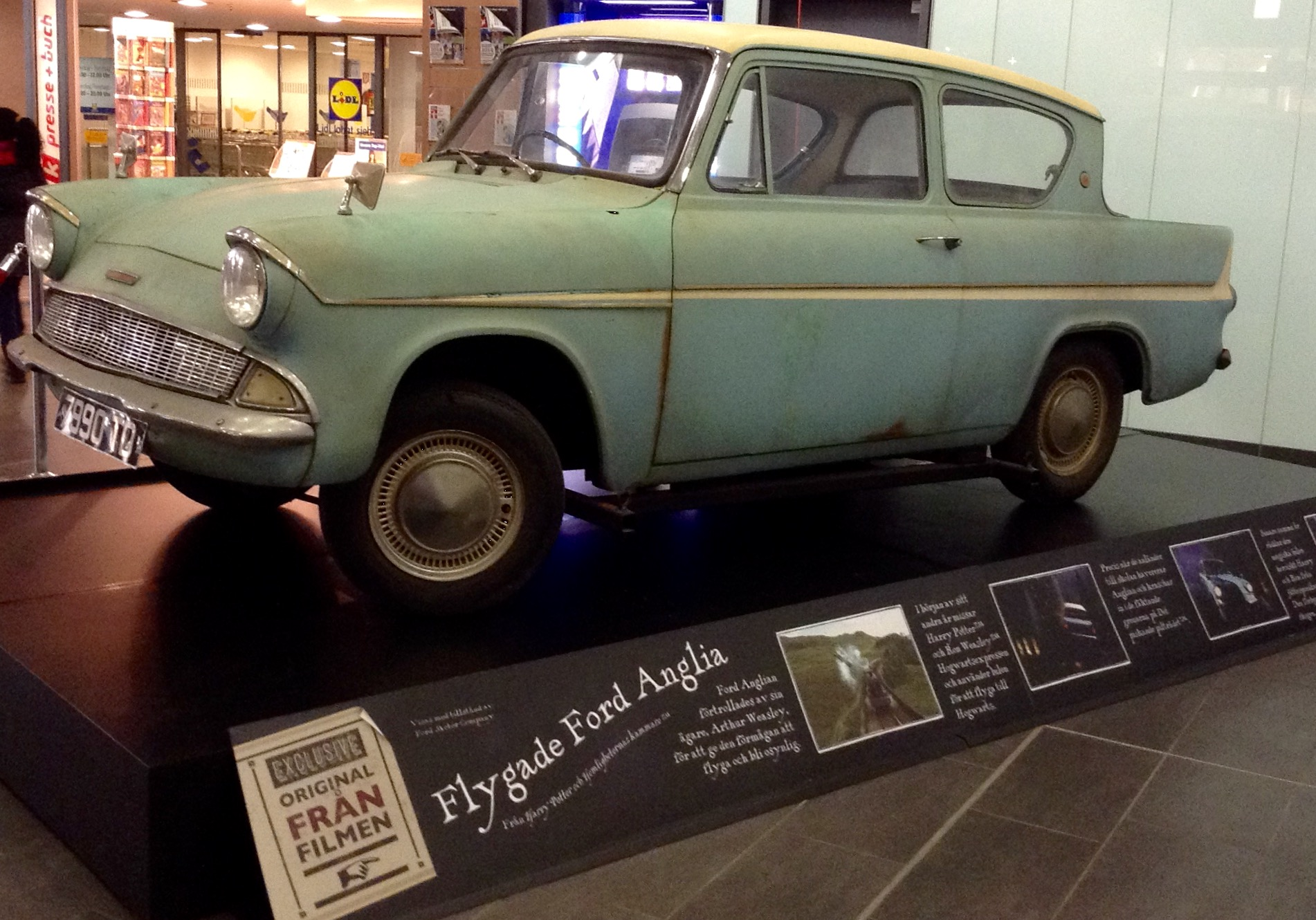
Der fliegende Ford Anglia

- Beim Einschlag in die Peitschende Weide mit dem Flugauto Der fliegende Ford Anglia sind in der deutschen Fassung kurz die Originalstimmen der Schauspieler zu hören.
- In der Filmmusik während des Quidditch-Spiels wurden Motive, die John Williams bereits für Star Wars: Episode II – Angriff der Klonkrieger (dort zu hören während der Kopfgeldjägerverfolgung über Coruscant) komponiert hat, wiederverwendet.
- Jason Isaacs, der Darsteller von Lucius Malfoy sprach ebenso den Basilisken, dessen Stimme nur von Harry gehört werden kann.[6]

Die deutsche Synchronbearbeitung entstand bei FFS Film- & Fernseh-Synchron in München und Berlin. Frank Schaff verfasste das Dialogbuch.
| Rolle                   | Darsteller        | Synchronsprecher      |              |
| Hauptfiguren            | Hauptfiguren      | Hauptfiguren          | Hauptfiguren |
| ----------------------- | ----------------- | --------------------- | ------------ |
| Harry Potter            | Daniel Radcliffe  | Tim Schwarzmaier      |              |
| Ron Weasley             | Rupert Grint      | Max Felder            |              |
| Hermine Granger         | Emma Watson       | Gabrielle Pietermann  |              |
| Lehrkörper von Hogwarts |                   |                       |              |
| Albus Dumbledore        | Richard Harris    | Klaus Höhne           |              |
| Rubeus Hagrid           | Robbie Coltrane   | Hartmut Neugebauer    |              |
| Gilderoy Lockhart       | Kenneth Branagh   | Martin Umbach         |              |
| Minerva McGonagall      | Maggie Smith      | Bettina Schön         |              |
| Severus Snape           | Alan Rickman      | Erich Hallhuber       |              |
| Pomona Sprout           | Miriam Margolyes  | Eva-Maria Bayerwaltes |              |
| Filius Flitwick         | Warwick Davis     | Mogens von Gadow      |              |
| Argus Filch             | David Bradley     | Fred Maire            |              |
| Schüler von Hogwarts    |                   |                       |              |
| Rubeus Hagrid (Jung)    | Martin Bayfield   | Hartmut Neugebauer    |              |
| Tom Riddle              | Christian Coulson | Jan Makino            |              |
| Draco Malfoy            | Tom Felton        | Moritz Petramer       |              |
| Fred Weasley            | James Phelps      | Dominik Hartinger     |              |
| George Weasley          | Oliver Phelps     | Dominik Hartinger     |              |
| Percy Weasley           | Chris Rankin      | Daniel Schlauch       |              |
| Ginny Weasley           | Bonnie Wright     | Marcia von Rebay      |              |
| Oliver Wood             | Sean Biggerstaff  | Johannes Raspe        |              |
| Neville Longbottom      | Matthew Lewis     | Matthias Kick         |              |
| Dean Thomas             | Alfred Enoch      | Fabian Rainer         |              |
| Seamus Finnigan         | Devon Murray      | Daniel Haidinger      |              |
| Colin Creevey           | Hugh Mitchell     | Fabian Rainer         |              |

| Rolle                       | Darsteller        | Synchronsprecher   |                  |
| Weitere Zauberer            | Weitere Zauberer  | Weitere Zauberer   | Weitere Zauberer |
| --------------------------- | ----------------- | ------------------ | ---------------- |
| Lucius Malfoy               | Jason Isaacs      | Wolfgang Müller    |                  |
| Cornelius Fudge             | Robert Hardy      | Norbert Gastell    |                  |
| Arthur Weasley              | Mark Williams     | Leon Rainer        |                  |
| Molly Weasley               | Julie Walters     | Katharina Lopinski |                  |
| Muggel                      |                   |                    |                  |
| Vernon Dursley              | Richard Griffiths | Harald Dietl       |                  |
| Petunia Dursley             | Fiona Shaw        | Marion Hartmann    |                  |
| Dudley Dursley              | Harry Melling     | Eliot Eckmann      |                  |
| Nichtmenschliche Figuren    |                   |                    |                  |
| Der Fast Kopflose Nick      | John Cleese       | Berno von Cramm    |                  |
| Die Maulende Myrte          | Shirley Henderson | Sabine Bohlmann    |                  |
| Dobby, der Hauself (Stimme) | Toby Jones        | Michael Habeck     |                  |
| Aragog, die Spinne (Stimme) | Julian Glover     | Jochen Striebeck   |                  |
| Der sprechende Hut (Stimme) | Leslie Phillips   | Ekkehardt Belle    |                  |

## Veröffentlichung
Die ungeschnittene Fassung lief im deutschen Fernsehen auf Premiere 2004 zum ersten Mal im Pay-TV. Auf dem Fernsehsender ProSieben wurde der Film am 19. November 2006 zum ersten Mal, auch ungeschnitten, im Free-TV ausgestrahlt. Bei einer Wiederholung am folgenden Morgen hingegen wurde aus Jugendschutzgründen die geschnittene Version gezeigt, da FSK-12-Filme erst ab 20 Uhr im deutschen Fernsehen gezeigt werden dürfen. Eine gekürzte Ausstrahlung hätte für ProSieben wahrscheinlich auch ein Problem mit den Programmfenstern in Österreich und in der Schweiz bedeutet; da dort die ungekürzte Fassung die einzig bekannte ist, wäre der Film für die schweizerische, mit Deutschland gleichzeitige Fernsehausstrahlung gekürzt worden. Die gleichzeitige Ausstrahlung von verschiedenen Versionen auf ProSieben und ProSieben CH ist unwahrscheinlich. Ein gesonderter Rechteerwerb der Langfassung durch ProSieben ist somit anzunehmen, da das ZDF weiterhin nur gekürzte Fassungen des Films zeigt.
In Deutschland lief die Free-TV-Premiere am 23. Dezember 2005 im ZDF. Diese verfolgten insgesamt 9,54 Millionen Zuschauer bei 28,2 Prozent Marktanteil, in der werberelevanten Zielgruppe waren es 5,49 Millionen Zuschauer bei 40,1 Prozent Marktanteil. Auch auf dem Schweizer Sender SF2 lief der Film damals gekürzt. Grund hierfür war, dass Warner Bros den Film nicht ungekürzt den Sendern vorgelegt hat und somit gar keine Möglichkeit bestand, den Film ungekürzt auszustrahlen.
Auf DVD erschien die deutsche Fassung des Films zweimal. So gibt es eine Version mit einer DVD und eine Doppel-DVD mit viel Zusatzmaterial. Bei beiden deutschen Veröffentlichungen handelt es sich um die gekürzte Fassung des Filmes. In der Schweiz hingegen erschien der Film auf DVD in der ungekürzten deutschsprachigen Fassung. Diese DVD wurde jedoch von dem produzierenden Studio Warner Bros mit einem Importverbot nach Deutschland belegt. Auf HD DVD sowie Blu-ray Disc erschien die ungekürzte FSK-12-Fassung am 16. November 2007 auch in Deutschland. Grund hierfür ist die auch außerhalb Deutschlands geplante Verbreitung dieser HD-Versionen, die neun Tonspuren besitzt (ohne Audiokommentare). Eine UMD erschien schon bei DVD-Start ungekürzt in Deutschland.

## Filmbesucherzahlen
| Land           | Besucher 2002 | Besucher 2003 | Insgesamt 2002/2003 |
| -------------- | ------------- | ------------- | ------------------- |
| USA            | 42.413.157    | 1.638.754     | 44.051.911          |
| Großbritannien | 10.558.221    | 1.621.543     | 12.179.764          |
| Deutschland    | 8.767.962     | 889.228       | 9.657.190           |
| Frankreich     | 7.177.346     | 1.573.575     | 8.750.921           |
| Spanien        | 4.216.804     | 899.620       | 5.116.424           |
| Italien        | 3.313.757     | 617.142       | 3.930.899           |
| Niederlande    | 1.477.718     | 405.718       | 1.883.436           |
| Polen          | –             | 1.711.933     | 1.711.933           |
| Belgien        | 1.331.486     | 35.183        | 1.366.669           |
| Schweden       | 805.887       | 158.026       | 963.913             |
| Türkei         | 872.336       | –             | 872.336             |
| Schweiz        | 754.200       | 108.123       | 862.323             |
| Österreich     | 719.945       | 74.376        | 794.321             |